# Preterit
În gramatică, preterit (< la  praeteritum „trecut”) este un termen folosit în mod tradițional în cazul limbilor care dispun de mai multe forme verbale sintetice de trecut. Termenul are interpretări diferite în funcție de gramatica limbii în care este folosit, având în comun faptul că se referă numai la trăsătura acestor forme de a exprima procese trecute, nu și la aspectul pe care îl exprimă în același timp. În cazul limbilor indoeuropene vechi este o denumire comună a formelor aorist, perfect și imperfect, moștenite din limba protoindo-europeană. De pildă limba greacă veche le avea pe toate trei. Termenul se mai folosește uneori și în cazul unor limbi indoeuropene moderne, referitor la forma sau formele verbale descendente din aorist, perfect sau imperfect pe care le au.
În legătură cu limba engleză, termenul preterit se folosește uneori pentru forma numită past simple sau simple past (literal „trecut simplu”), care uneori implică aspectul perfectiv, corespunzând perfectului simplu din limbile romanice, alteori aspectul imperfectiv, ca imperfectul din aceste limbi. Se opune unor forme numite en  non-preterite, analitice, ex. I spoke (past simple) „vorbii” vs. I was speaking (past continuous lit. „trecut continuu”) „vorbeam”, I have been speaking (present perfect continuous lit. „perfect prezent continuu”) „am vorbit” etc..
În gramatica limbii germane se numește în mod curent Präteritum forma corespunzătoare lui past simple din engleză, ex. ich machte, care poate însemna „făceam” (imperfectiv) sau „făcui” (perfectiv), opusă formelor analitice Perfekt și Plusquamperfekt.
În gramatici ale limbilor slave care au păstrat aoristul și imperfectul, precum bulgara, macedoneana și cele din diasistemul slav de centru-sud (BCMS), se folosește uneori pentru acestea termenul comun „preterit”.
În gramatica limbii franceze, forma verbală moștenită din perfectul latinesc s-a numit uneori prétérit, formă care în secolul al XXI-lea se numește numai passé simple „trecut simplu”, în opoziție cu passé composé „trecut compus”, corespunzătoare în gramatica română cu „perfect simplu”, respectiv „perfect compus”.
În gramatica limbii spaniole, la toate modurile, denumirile majorității multelor forme verbale de trecut încep cu termenul pretérito: pretérito imperfecto, pretérito perfecto simple, pretérito perfecto compuesto, pretérito pluscuamperfecto etc..